# Meyzieu
Meyzieu est une commune française située dans la partie nord-est de la métropole de Lyon, en région Auvergne-Rhône-Alpes.
Ses habitants sont appelés les Majolans.
Avec une zone industrielle de 210 hectares et la réalisation de nombreux programmes d’habitations, la commune connaît un développement démographique et économique accompagné notamment par la construction de nombreux équipements publics.
À environ 10 km à vol d'oiseau de Lyon, en banlieue est, Meyzieu se situe dans l'Est lyonnais, au carrefour des départements du Rhône, de l'Isère et de l'Ain, la commune est accessible par de nombreux modes de transports, dont le tramway T3 et la ligne Rhônexpress qui relie la gare de Lyon-Part-Dieu à l’aéroport de Lyon-Saint-Exupéry en passant par Meyzieu depuis août 2010.

## Géographie
Les communes limitrophes sont Beynost, Saint-Maurice-de-Beynost, Thil, Miribel, Chassieu, Décines-Charpieu, Genas, Jonage et Pusignan.

### Localisation

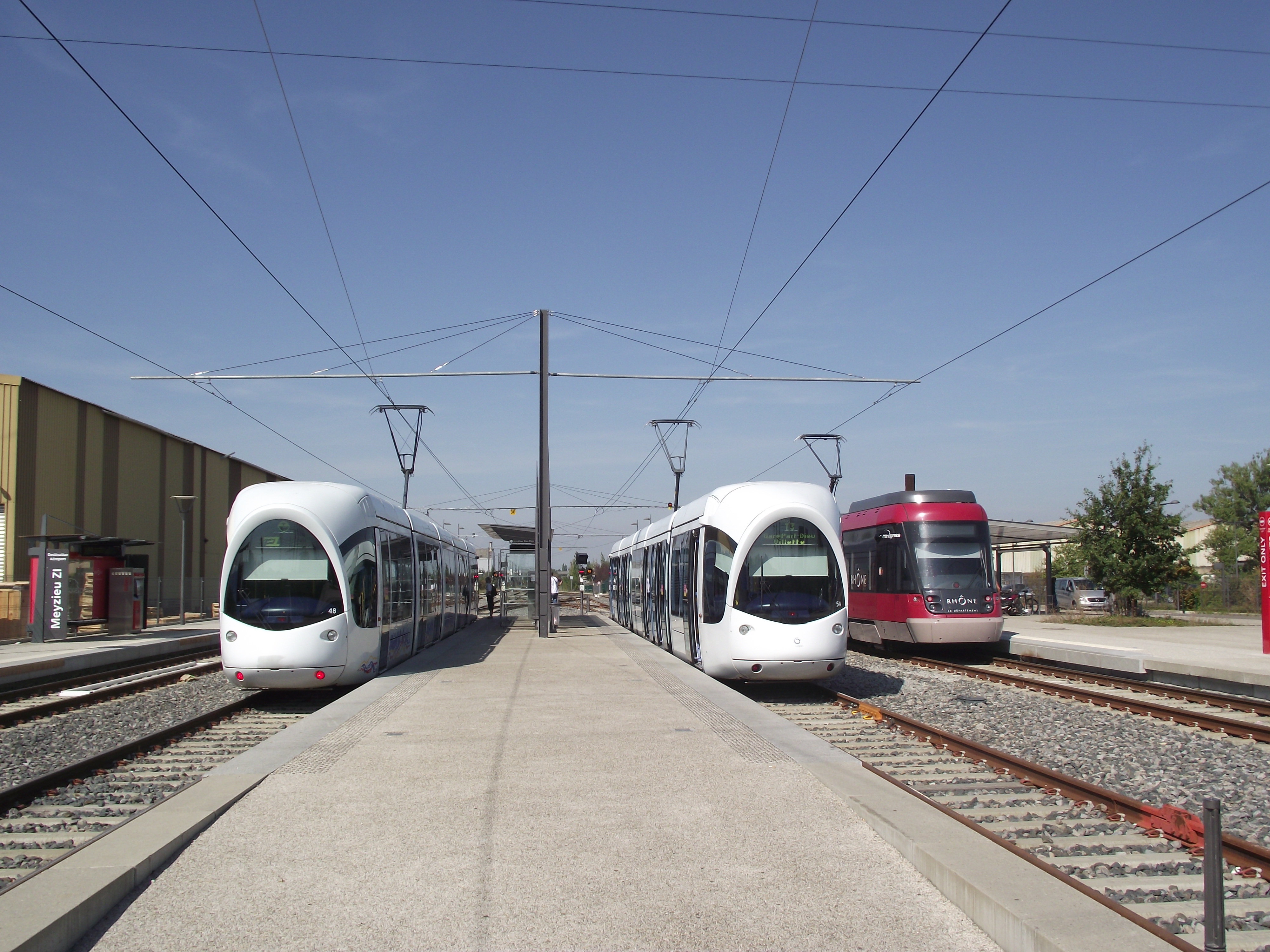
La station de Meyzieu Z.I., desservie à la fois par le tramway urbain et le service Rhônexpress.

Meyzieu est une commune de la métropole de Lyon (circonscription départementale du Rhône), en région Rhône-Alpes. Elle est située dans l’Est de l’agglomération lyonnaise, à 20 minutes en voiture de Lyon (10 km) et à 10 minutes (8 km) de l'aéroport Lyon-Saint-Exupéry.
La commune dépendait du département de l’Isère jusqu’au 29 décembre 1967, époque où elle fut rattachée au département du Rhône. Meyzieu devient membre de la Communauté urbaine de Lyon en 1969.

### Communes limitrophes
| Miribel (Ain)    | Saint-Maurice-de-Beynost, Beynost (Ain) | Thil (Ain) |
| Décines-Charpieu | Meyzieu                                 | Jonage     |
| Chassieu         | Genas                                   | Pusignan   |

### Géologie et relief
Meyzieu se situe en moyenne à 203 m d'altitude.

### Hydrographie
La partie nord de Meyzieu, proche du Rhône, est traversée par des bras du fleuve dénommés Vieux Rhône et par le canal de Jonage qui alimente le réservoir du Grand-Large de 160 ha. La ville est édifiée au sud du canal de Jonage, sur une plaine alluviale et face aux Monts du Lyonnais et du plateau de la Dombes.

### Climat
Pour des articles plus généraux, voir Climat d'Auvergne-Rhône-Alpes et Climat du Rhône.
En 2010, le climat de la commune est de type climat océanique altéré, selon une étude du Centre national de la recherche scientifique s'appuyant sur une série de données couvrant la période 1971-2000. En 2020, Météo-France publie une typologie des climats de la France métropolitaine dans laquelle la commune est dans une zone de transition entre le climat semi-continental et le climat de montagne et est dans la région climatique  Bourgogne, vallée de la Saône, caractérisée par un bon ensoleillement (1 900 h/an), un été chaud (18,5 °C), un air sec au printemps et en été et des vents faibles. 
Pour la période 1971-2000, la température annuelle moyenne est de 12,1 °C, avec une amplitude thermique annuelle de 18,2 °C. Le cumul annuel moyen de précipitations est de 894 mm, avec 9,8 jours de précipitations en janvier et 6,6 jours en juillet. Pour la période 1991-2020, la température moyenne annuelle observée sur la station météorologique de Météo-France la plus proche, « Lyon-Bron », dans la commune de Bron à 8 km à vol d'oiseau, est de 13,0 °C et le cumul annuel moyen de précipitations est de 820,8 mm,. Pour l'avenir, les paramètres climatiques de la commune estimés pour 2050 selon différents scénarios d'émission de gaz à effet de serre sont consultables sur un site dédié publié par Météo-France en novembre 2022.
| Mois                                  | jan.           | fév.             | mars             | avril           | mai             | juin           | jui.           | août           | sep.            | oct.            | nov.            | déc.             | année      |
| ------------------------------------- | -------------- | ---------------- | ---------------- | --------------- | --------------- | -------------- | -------------- | -------------- | --------------- | --------------- | --------------- | ---------------- | ---------- |
| Température minimale moyenne (°C)     | 1,1            | 1,4              | 4,2              | 7,2             | 11,2            | 15             | 17             | 16,6           | 12,8            | 9,6             | 4,9             | 2                | 8,6        |
| Température moyenne (°C)              | 4,1            | 5,2              | 9                | 12,3            | 16,3            | 20,3           | 22,6           | 22,3           | 17,9            | 13,7            | 8,1             | 4,8              | 13         |
| Température maximale moyenne (°C)     | 7,1            | 9                | 13,8             | 17,4            | 21,5            | 25,6           | 28,2           | 28             | 23,1            | 17,7            | 11,4            | 7,7              | 17,5       |
| Record de froid (°C) date du record   | −23 23.01.1963 | −22,5 14.02.1929 | −10,5 07.03.1971 | −4,4 10.04.1949 | −3,8 01.05.1938 | 2,3 01.06.1959 | 6,1 07.07.1962 | 4,6 25.08.1940 | 0,2 24.09.1928  | −4,5 31.10.1950 | −9,4 30.11.1925 | −24,6 22.12.1938 | −24,6 1938 |
| Record de chaleur (°C) date du record | 19,1 10.01.15  | 21,9 25.02.21    | 26 31.03.21      | 30,1 16.04.1949 | 34,2 16.05.1945 | 38,4 27.06.19  | 40,4 24.07.19  | 41,4 24.08.23  | 35,8 05.09.1949 | 30,6 09.10.23   | 23 02.11.1924   | 20,2 18.12.1989  | 41,4 2023  |
| Ensoleillement (h)                    | 711            | 1 024            | 1 737            | 1 977           | 2 238           | 2 565          | 2 881          | 2 631          | 2 041           | 1 314           | 789             | 587              | 20 495     |
| Précipitations (mm)                   | 49,8           | 41,6             | 49,4             | 68,9            | 80,9            | 74,1           | 67,4           | 65,5           | 82,5            | 99,8            | 87,2            | 53,7             | 820,8      |

### Voies de communication et transports

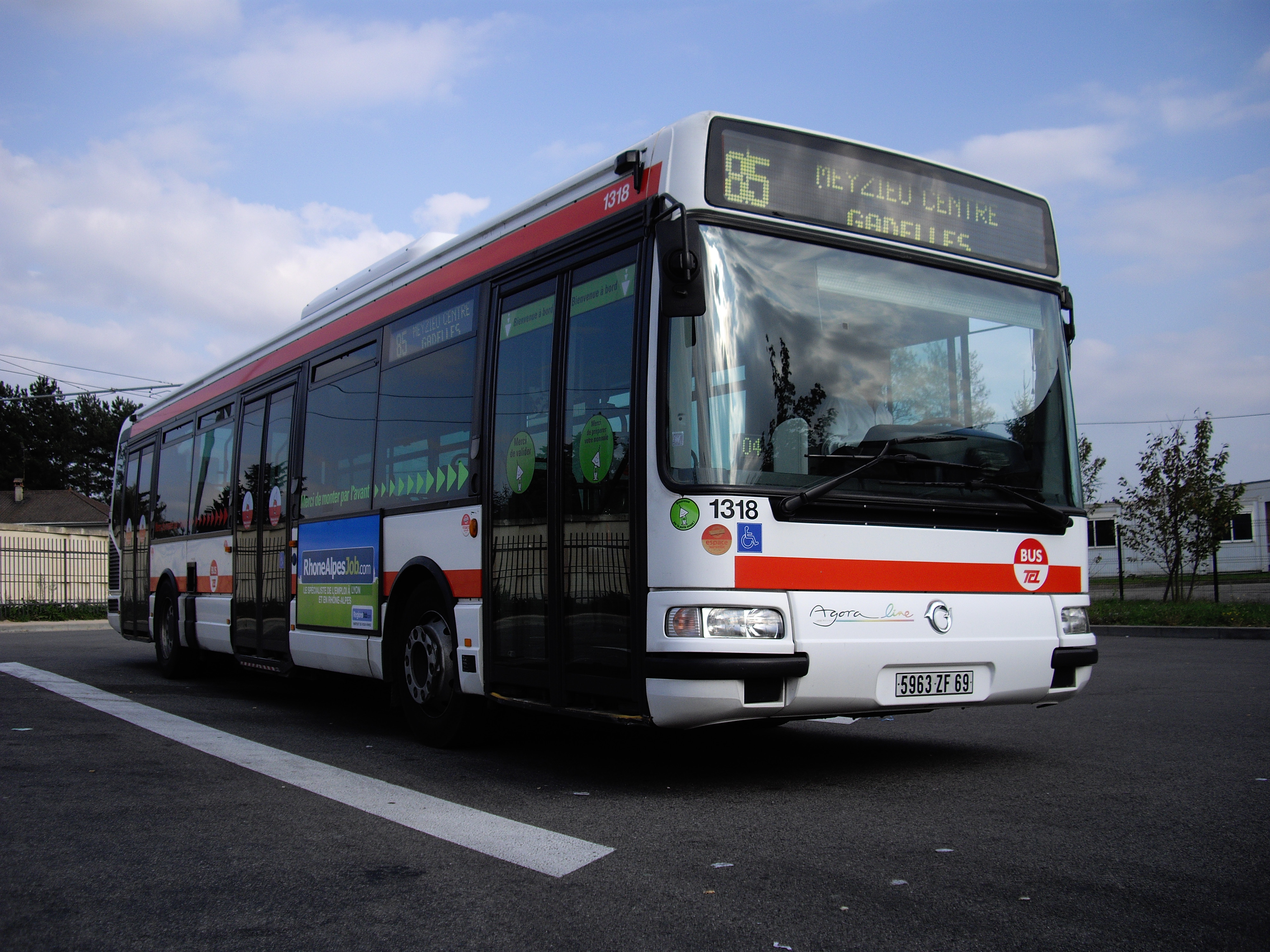
La ligne 85 dessert Meyzieu.

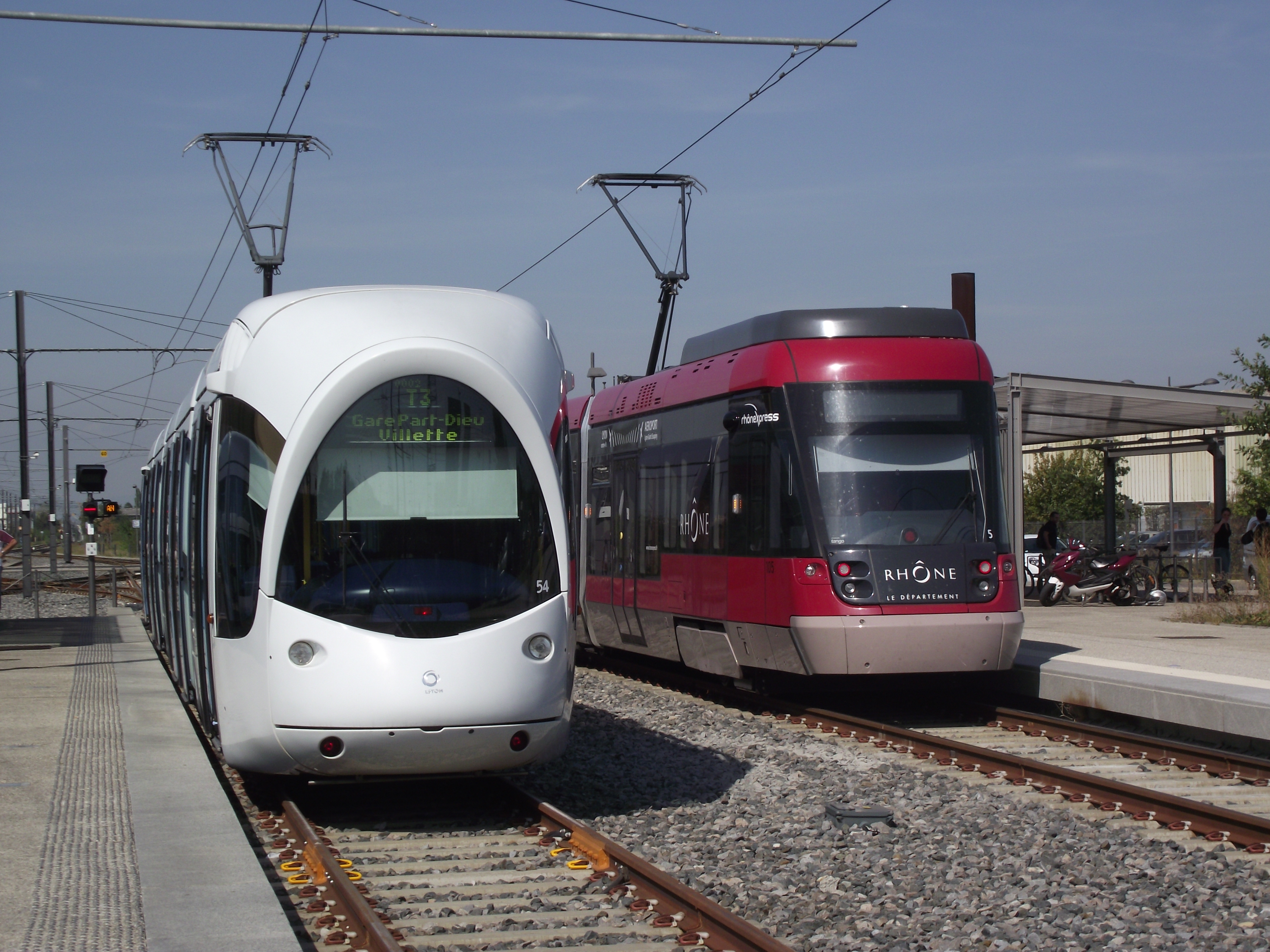
Station Meyzieu Z.I., avec une rame blanche du tramway T3 et une rame rouge de Rhônexpress.

La commune est desservie par la Rocade Est de Lyon et l'ancienne Route nationale 517.
Après avoir été desservie, au début du XXe siècle par la ligne 16 de l'ancien tramway de Lyon et le Chemin de fer de l'Est de Lyon (CFEL), elle l'est à nouveau, depuis 2006, par la ligne de tramway  , qui emprunte le tracé de l'ancienne ligne du CFEL. Depuis août 2010, la commune est reliée directement à l'aéroport de Lyon-Saint-Exupéry avec la ligne Rhônexpress.
La ville de Meyzieu est également desservie par plusieurs lignes de bus TCL : les lignes 28, 29, 32, 47, 67, 85, 95 et Zi2.
Des liaisons vers l'Isère sont produites grâce aux lignes X04 direction Crémieu et T20 direction Saint-Romain-de-Jalionas.

## Urbanisme

### Typologie
Au 1er janvier 2024, Meyzieu est catégorisée grand centre urbain, selon la nouvelle grille communale de densité à sept niveaux définie par l'Insee en 2022.
Elle appartient à l'unité urbaine de Lyon, une agglomération inter-départementale regroupant 123  communes, dont elle est une commune de la banlieue,,. Par ailleurs la commune fait partie de l'aire d'attraction de Lyon, dont elle est une commune du pôle principal,. Cette aire, qui regroupe 397 communes, est catégorisée dans les aires de 700 000 habitants ou plus (hors Paris),.

### Occupation des sols
L'occupation des sols de la commune, telle qu'elle ressort de la base de données européenne d’occupation biophysique des sols Corine Land Cover (CLC), est marquée par l'importance des territoires artificialisés (50,4 % en 2018), en augmentation par rapport à 1990 (45,7 %). La répartition détaillée en 2018 est la suivante : 
zones urbanisées (35,5 %), terres arables (19,3 %), zones industrielles ou commerciales et réseaux de communication (13,1 %), eaux continentales (9,5 %), forêts (6,6 %), prairies (6,5 %), zones agricoles hétérogènes (5 %), milieux à végétation arbustive et/ou herbacée (2,7 %), espaces verts artificialisés, non agricoles (1,8 %). L'évolution de l’occupation des sols de la commune et de ses infrastructures peut être observée sur les différentes représentations cartographiques du territoire : la carte de Cassini (XVIIIe siècle), la carte d'état-major (1820-1866) et les cartes ou photos aériennes de l'IGN pour la période actuelle (1950 à aujourd'hui).

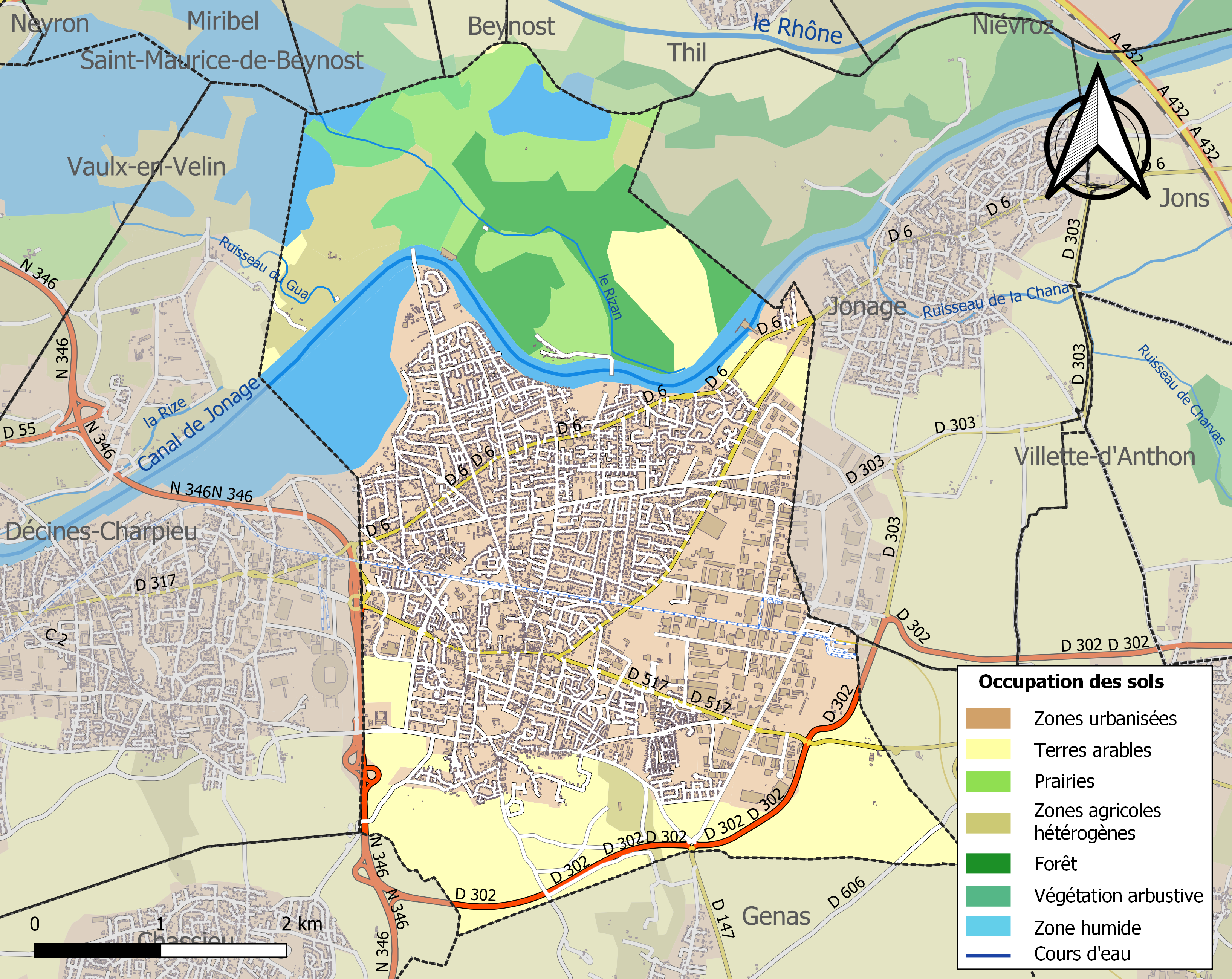
Carte des infrastructures et de l'occupation des sols de la commune en 2018 (CLC).

### Morphologie urbaine
La ville de Meyzieu est majoritairement composée de lotissements individuels : 54 % des logements sont des maisons en 2019, et elles recouvrent l'essentiel de la superficie de la ville. On trouve des logement collectifs dans le centre, ainsi que deux grands ensembles classés quartiers prioritaires dans le sud de la ville : Le Mathiolan avec 1 417 habitants et Les Plantées avec 1 289 habitants.

## Toponymie

### Attestation anciennes
Le nom de la localité est attesté sous les formes Maizeu au XIIe siècle,, Mezieu[Quand ?], Mezieux[Quand ?], Meizieu[Quand ?], Meizieux[Quand ?], Meysieu[Quand ?], Meyzieux[Quand ?]. Elle est officiellement dénommée depuis 1965 Meyzieu.

### Étymologie
Il s'agit d'une formation toponymique gauloise ou gallo-romaine en -acum,, suffixe de localisation et de propriété d'origine gauloise. Il est précédé de l'anthroponyme gaulois ou roman Masius, trouvé dans l'inscription de Cologne CIL XIII 8192. D'où une forme globale *Masiacum « domaine de Masius ».
Remarque : la terminaison -(i)eu est la forme prise par le suffixe -(i)acum dans le domaine franco-provençal. *Masiacum a par ailleurs donné dans le domaine d'oïl : Maisey (Côte-d'Or, Massiacum 625 - 628), Mézy (Yvelines, Maisiaci XIe siècle, Mesiacum 1337) et Mazé (Maine-et-Loire, Maciac[ensis] 830).

## Histoire

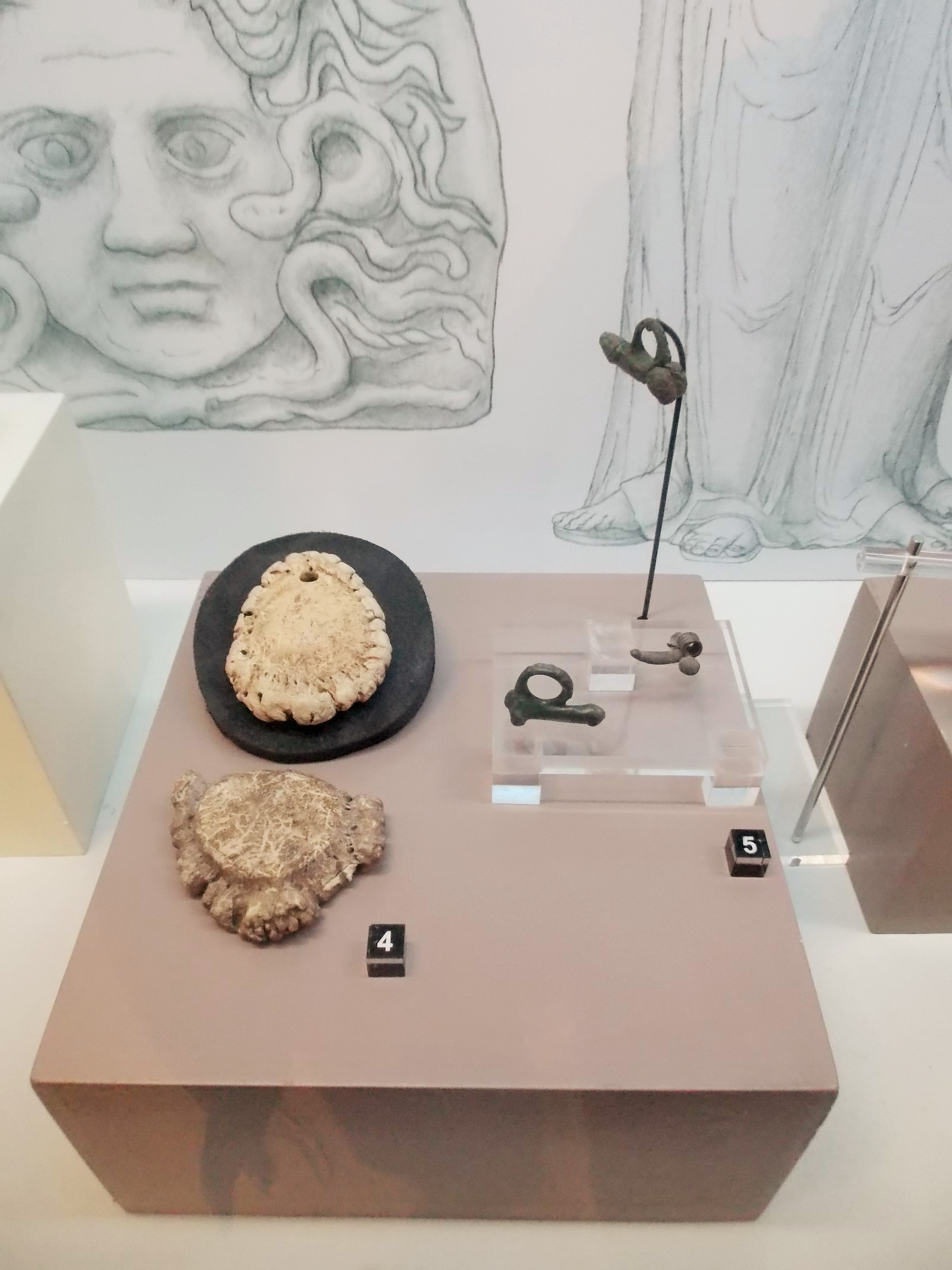
Pendentifs « magiques » gallo-romains. no 4 : deux amulettes en bois de cerf découvertes à La Dent, Meyziu

Meyzieu demeure longtemps un modeste bourg et ce n’est qu'à partir du milieu du XXe siècle que la ville s’impose comme la porte nord-est de l’agglomération lyonnaise.

### À la source du village: un château
L’origine de Meyzieu remonte au village de Bardieu situé en pays de Velin, autour d’une source celte bienfaisante et prétexte d’implantations gallo-romaines et médiévales. Au XIe siècle, l’un des premiers seigneurs féodaux élève un château sur une motte près de Bardieu et demande aux sires de Chandieu d’en assurer la protection. Les habitants s’installent donc au pied de cet édifice, qui leur assure un refuge, et une église paroissiale est construite. C’est alors un nouveau village qui se forme et qui correspond aux fondations du Meyzieu d’aujourd’hui.
La place forte est une possession du comte de Savoie Amédée V. Elle passe à l'issue de la paix signée en l'église de Villard-Benoît, le 10 juin 1314, au dauphin Jean II de Viennois.
Au XIVe siècle, le village et le château de Meyzieu entrent dans le royaume de France après l’acquisition du Dauphiné en 1349 et le traité de Paris en 1355. À partir de 1374, le village est inféodé successivement à de nouveaux seigneurs. Parmi eux, Pierre de Tardes, écuyer de Louis XII, accueille François Ier chez lui en 1536. Henri II séjourne également à Meyzieu en 1548. De nombreux propriétaires se succèdent ensuite au gré des héritages ou des ventes.

### Meyzieu auXVIIIesiècle
À partir des indications fournies par le parcellaire, il est possible d’affirmer que les cultures sont plus importantes que l’élevage. Mais le village de Meyzieu est privilégié par rapport à certaines paroisses voisines, comme celle de Chassieu où les habitants se plaignent de ne point posséder de pâturages et envient les habitants de Meyzieu.
Les terres dominent et occupent plus des 2/3 du finage selon le parcellaire, mais plus si on prend en compte les différentes combinaisons où les terres sont associées à un autre élément. Dans ces conditions, il n’est pas faux d’affirmer qu’elles occupent plus des 3/4 du finage. Le parcellaire parle de « terres », il faut entendre par ce terme « champs cultivés » car les espaces non mis en culture sont indiqués sous le terme de « vacants ». Quant aux terres non cultivables, elles sont nommées « hermes ». Prés et pâturages, appelés « paquerages » atteignent 6,5 % du finage. La différence entre prés et pâturages vient de leur utilisation : l’herbe est récoltée dans les prés, c’est le foin qui sert de litière et de nourriture au bétail, les pâturages sont directement exploités par le bétail qui va paître sur ces espaces. Les vignes sont présentes en différents lieux du finage. Les parcelles en vignes sont la plupart du temps de très petite taille. Elles dépassent à peine 2 % du finage.

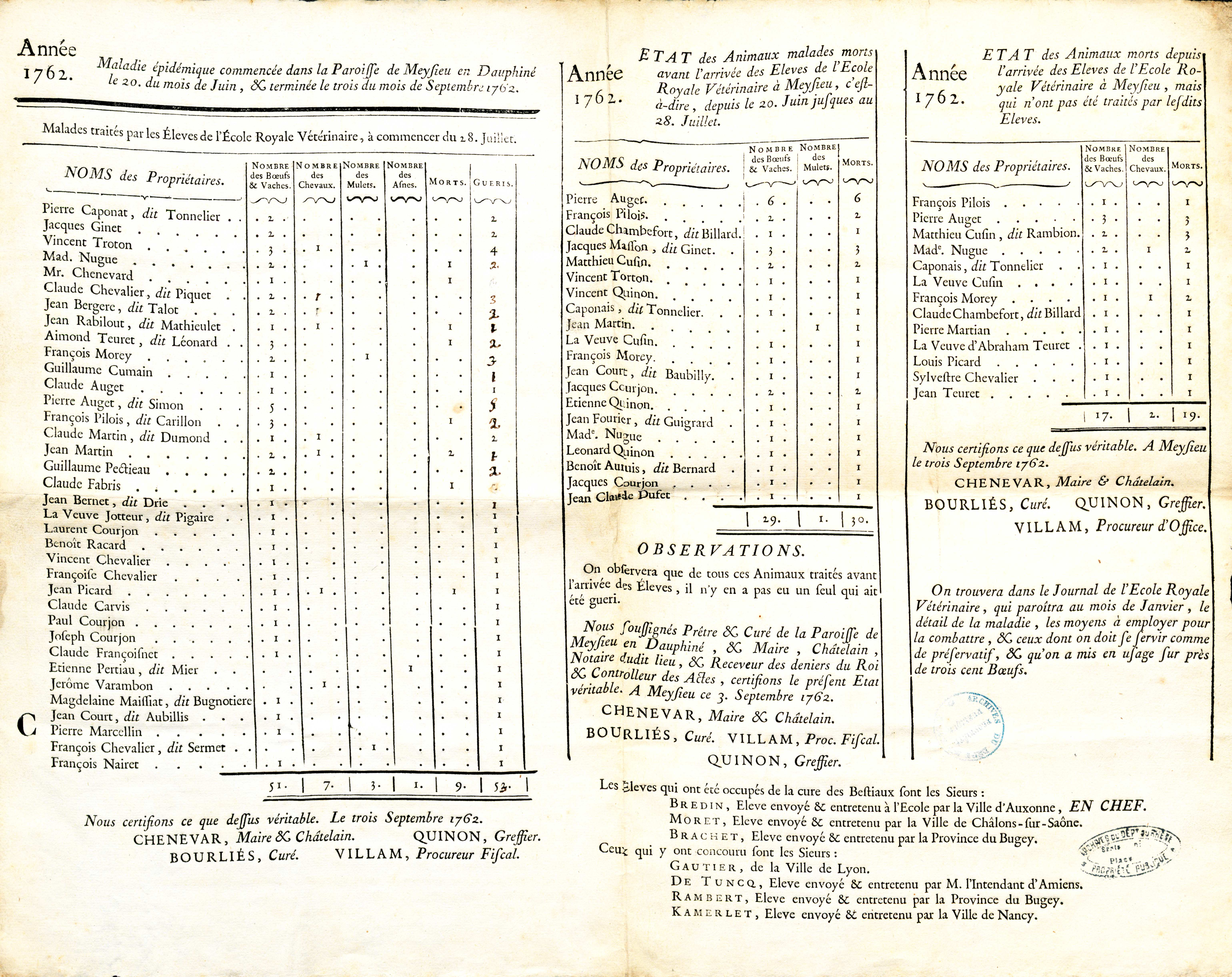
État statistique des animaux morts à Meyzieu en l'année 1762

Les bois ne sont pas absents, même si avec les défrichements opérés depuis le XIIIe siècle, ils ont considérablement diminué. Il faut se rappeler que François de Tardes, seigneur de Meyzieu, s’est ruiné en accueillant sur ses terres le roi François 1er qui venait chasser dans les forêts giboyeuses de Meyzieu. La présence des forêts au Moyen Âge explique les noms des lieux-dits comme la Combe au Loup et les Louvatières. Les loups étaient nombreux dans ces forêts. Les bois de Meyzieu en 1701 n’ont plus rien à voir avec les forêts d’antan. Ce sont de petits espaces et ces bois sont souvent entremêlés de broussailles et de bruyères. Ils occupent moins de 4,6 % du finage.
Certaines parcelles sont en jachère et le parcellaire ne précise pas s’il s’agit d’un phénomène temporaire ou si ces terres sont définitivement abandonnées. Par contre, les hermes occupent environ 3 % du finage. Les sols en hermes sont des sols pauvres sur lesquels il est difficile de faire pousser quoi que ce soit. Par la présence du Rhône, une partie du finage est constituée de gravières et de landes, un peu moins de 10 % de la superficie totale. Les gravières se localisent essentiellement sur le mas 19, aux prairies du Dérippe, sur les communaux de Malbois et de la Verchandière. La Verchandière est écrite au XIVe siècle Vercherandere, Paul Chartron émet l’hypothèse que le mot verchère dérive de ce lieu-dit qui devait être planté à cette époque d’arbres fruitiers. Contrairement à d’autres paroisses du Velin, comme Saint Priest, Meyzieu compte très peu de mûriers . Ils occupent 2 hectares et cela peut correspondre à un nombre de mûriers entre 1 000 et 2 000. Le parcellaire précise la présence de prés saulés et de saulées qui occupent plus de 4 % du finage. Il s’agit de plantations de saules. Ces saulées expliquent le nom du lieu-dit Saugey qui dérive du mot saule.
L’analyse détaillée par parcelles montre donc à l’évidence que ce sont les micros propriétés qui dominent, les 3/4 des exploitations sont inférieures à 5 ha. Cependant, le parcellaire dénombre plusieurs domaines :
- le château, mas 1 articles 4, 5, 6 et 38 qui appartient à la Marquise de Pusignan ;
- le domaine de Turry, mas 1 article 6, qui correspond à une exploitation agricole. Le parcellaire parle d’une maison-grange qui est la propriété de la Marquise de Pusignan ;
- le domaine de Teitard, mas 1 article 34 qui comprend une maison et une grange qui appartient à Paul de Cohade ;
- le domaine de Grange Blanche, mas 2 article 39, situé sur le lieu-dit Leyraut qui appartient à la Marquise de Pusignan ;
- le moulin de Platacul, mas 19 article 571 qui est la propriété de Paul de Cohade ;
- le domaine de Rambion, mas 25 article 829, appelé « maison forte de Rambion » qui appartient à Paul de Cohade.

En 1790, Vincent Quinon devient le premier maire de Meyzieu. Il installe sa mairie en location, à l’angle des actuelles rues Louis-Saulnier et de la République. C’est à la cure qu’il tient ensuite ses réunions municipales. Meyzieu devient ainsi une commune du département de l’Isère et chef-lieu de canton. Une mairie représentative de sa promotion administrative est alors construite sur l’actuelle place du Général-de-Gaulle.
En 1793, le propriétaire du château de l’époque, le marquis de Leusse est guillotiné à Lyon malgré ses initiatives philanthropiques dans la commune. Le château est alors vendu comme bien national. Quelques acquéreurs se succèdent, dont les frères Vachon, avant que Madame la marquise Le Clerc de La Verpillière n’hérite du domaine. Benoît Charles Candide Chenevaz, député de l'Isère de 1824 à 1827, décède au château en 1829.

### La révolution industrielle

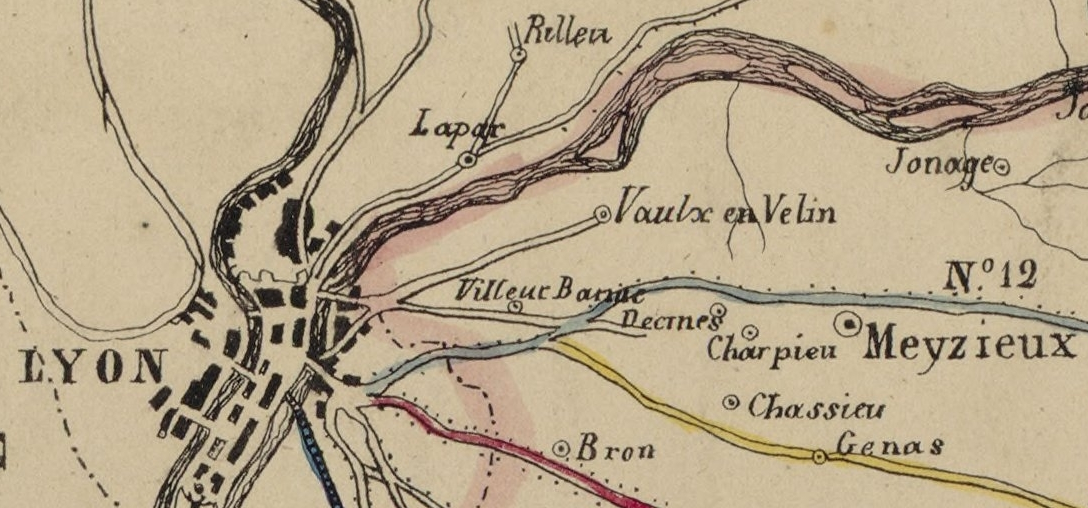
Plan des années 1840 montrant Meyzieu.

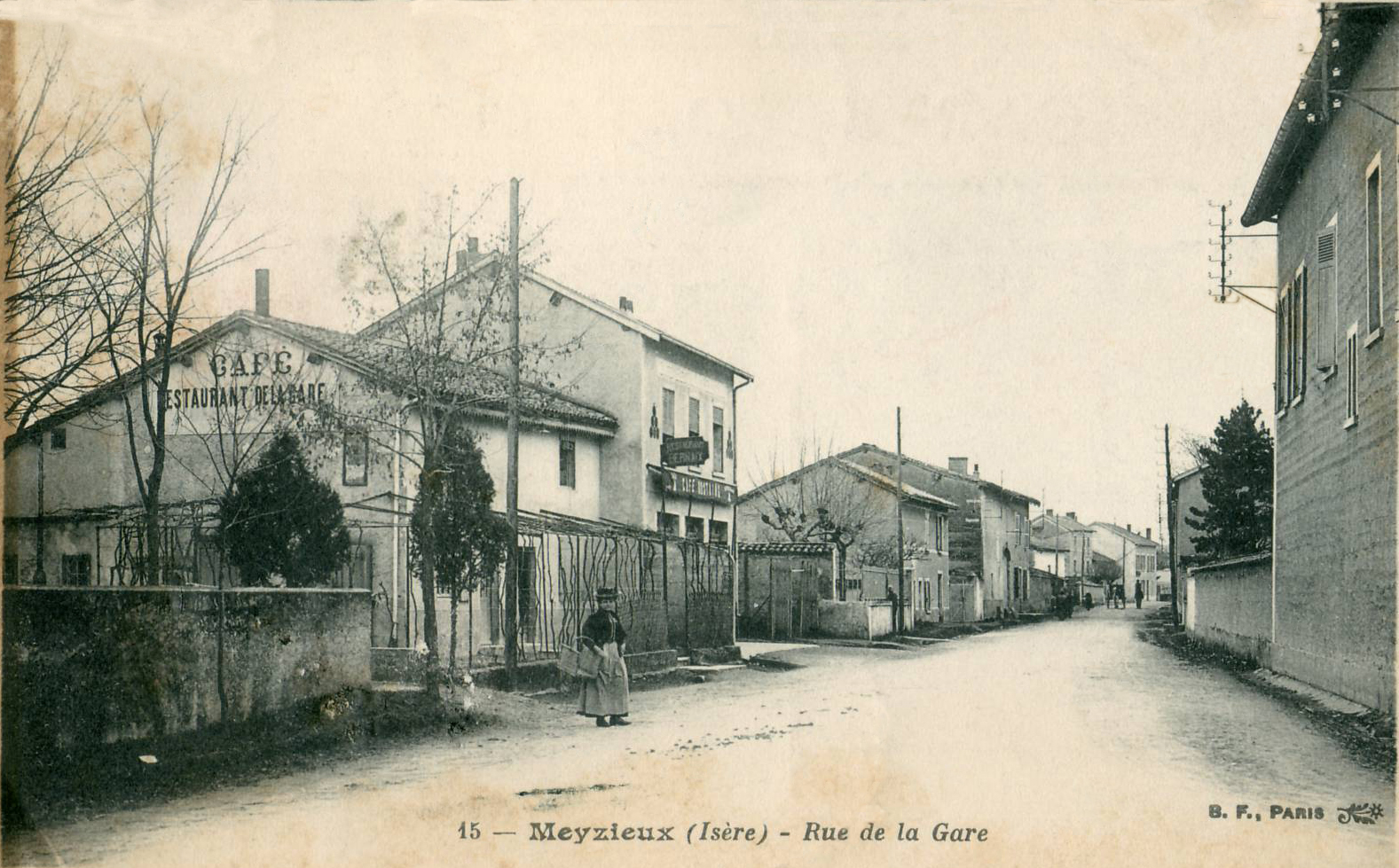
La rue de la Gare au début du XXe siècle

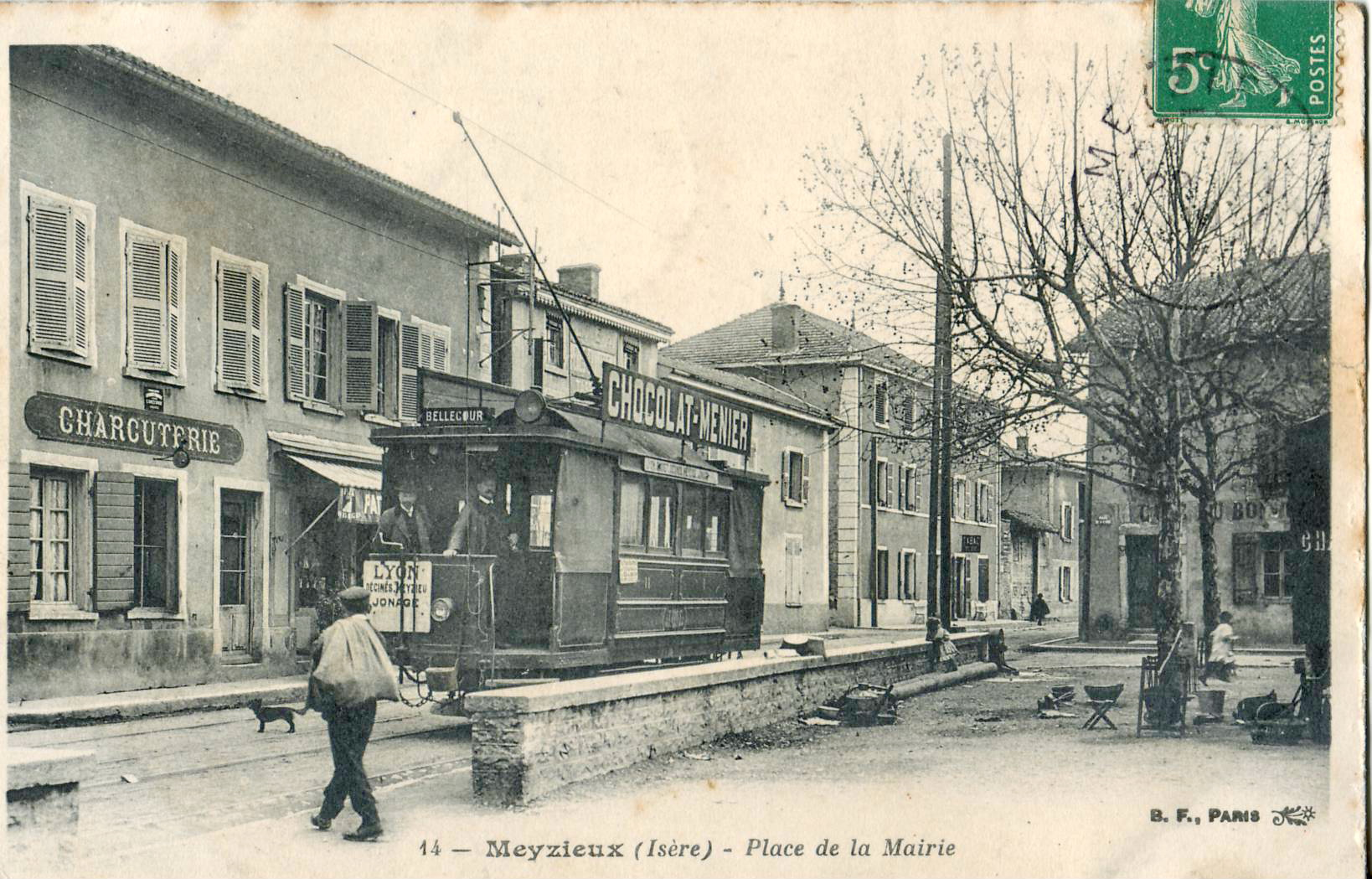
Tramway de la ligne 16 de l'ancien tramway de Lyon, sur la Place de l'ancienne mairie, avant la Première Guerre mondiale

À la fin du XVIIIe siècle, la ville s’ouvre aux relations commerciales grâce à la construction du premier pont Morand qui permet d’ouvrir la route aux relations avec la cité de la soie.
Le développement de la commune se poursuit au XIXe siècle, grâce au chemin de fer de l'Est de Lyon inauguré en 1881, à la construction du canal de Jonage en 1895, puis au tramway en 1910. En 1893, le fort de Meyzieu est construit sur le site de la source de Bardieu, dans le cadre de la construction de la deuxième ceinture fortifiée de Lyon. Toutefois, jusque dans les années 1920/1930, l’activité dominante de la commune reste agricole, avant que l’Est lyonnais ne s’industrialise avec la chimie notamment.
Le château, devenu maison de retraite, voit quant à lui sa dernière tour s’effondrer le 27 février 1950, un jour de grand vent. Du fait des nombreuses transformations effectuées au cours des siècles, il est aujourd’hui méconnaissable.

### Le boom démographique et le rattachement au département du Rhône
Jusqu’en 1950, la population majolane oscille autour de 2 200 habitants avant de prendre son essor dans les années 1960 et 1970. De grands ensembles urbains comme Le Mathiolan ou Les Plantées sont alors construits dans la commune pour accueillir les rapatriés d’Afrique du Nord.
La délocalisation des industries lyonnaises en quête d’espace sert de moteur à une urbanisation accélérée et le paysage s’organise autour des grandes zones d’activités. Mais à la différence de villes comme Bron ou Vaulx-en-Velin, l’expansion démographique se traduit davantage à Meyzieu par le développement de l’habitat individuel que collectif.
L’agglomération lyonnaise, à cheval sur trois départements (l’Isère, le Rhône et l'Ain), devient difficile à gérer. À plusieurs reprises, des cantons limitrophes du Rhône sont donc rattachés au département rhodanien. C’est le cas de Meyzieu, le 1er janvier 1968. En 1969, la ville devient membre de la communauté urbaine de Lyon.
Avec l’explosion de l’habitat pavillonnaire, Meyzieu attire alors de nouvelles couches sociales, à la recherche d’un mode de vie plus convivial et passe de 19 505 habitants en 1975 à 29 097 en 2006.

### Meyzieu auXXIesiècle
La ville s’impose aujourd’hui comme un pôle important de l’agglomération lyonnaise. Du fait de son développement démographique et économique, de nombreux équipements publics voient le jour pour répondre à la demande des nouveaux habitants. En décembre 2006, l’arrivée du tramway T3 contribue à l’évolution de la ville en permettant de joindre directement la gare de La Part-Dieu en 22 minutes. En août 2010, ce développement se poursuit avec la mise en service du tramway Rhônexpress, qui relie la ville à l’aéroport Saint-Exupéry en moins de 15 minutes.
Enfin, côté loisirs, la ville dispose du Grand Large, vaste déversoir de 150 hectares du canal de Jonage, et du centre aquatique Les Vagues.
Le Grand Lyon disparaît le 1er janvier 2015, et laisse place à la collectivité territoriale de la métropole de Lyon. La commune quitte ainsi le département du Rhône.

## Politique et administration

### Liste des maires
Huit maires se sont succédé depuis 1945 :
| Période          | Période                       | Identité           | Étiquette       | Qualité |
| ---------------- | ----------------------------- | ------------------ | --------------- | --- |
| 5 octobre 1945   | 27 octobre 1957               | Claude Curtat      |                 | Cultivateur Décédé en fonction |
| 8 décembre 1957  | 22 mars 1959                  | Laurent Bel        |                 | Artisan |
| 22 mars 1959     | 27 mars 1965                  | Antoine Vacher     |                 | Expert-comptable |
| 27 mars 1965     | 19 mars 1977                  | Jean Courjon       | MRP             | Professeur en neurologie |
| 19 mars 1977     | 23 août 1997                  | Jean Poperen       | PS              | Enseignant Député de la 13e circonscription du Rhône (1973 → 1986) Député du Rhône (1986 → 1988) Ministre chargé des Relations avec le Parlement (1988→ 1992) Décédé en fonction                                                  |
| 8 septembre 1997 | 23 mars 2001                  | Michel Tribet      | PS              | Ingénieur EDF |
| 23 mars 2001     | 27 juin 2017                  | Michel Forissier   | DVD puis UMP-LR | Chef d'entreprise retraité Sénateur du Rhône (2014 → 2020) Conseiller général du canton de Meyzieu (2011 → 2014) 1er vice-président du conseil général du Rhône (2011 → 2014) Démissionnaire en raison de la loi sur le non-cumul |
| 27 juin 2017     | En cours (au 29 janvier 2021) | Christophe Quiniou | LR              | Ingénieur, juriste en environnement Conseiller du Grand-Lyon (2008 → 2015) Conseiller métropolitain de Lyon (2015 → 2020) Réélu pour le mandat 2020-2026                                                                          |

### Instances judiciaires et administratives
La ville dispose d'une antenne de justice, proposant des renseignements aux citoyens sur la justice.
Un établissement pénitentiaire pour mineurs ayant une capacité de 60 places a ouvert le 9 mars 2007, inauguré par Pascal Clément.

## Population et société

### Démographie
L'évolution du nombre d'habitants est connue à travers les recensements de la population effectués dans la commune depuis 1793. Pour les communes de plus de 10 000 habitants les recensements ont lieu chaque année à la suite d'une enquête par sondage auprès d'un échantillon d'adresses représentant 8 % de leurs logements, contrairement aux autres communes qui ont un recensement réel tous les cinq ans,.

En 2022, la commune comptait 36 437 habitants, en évolution de +10,43 % par rapport à 2016 (Rhône : +3,93 %, France hors Mayotte : +2,11 %).
| 1793 | 1800  | 1806  | 1821  | 1831  | 1836  | 1841  | 1846  | 1851  |
| ---- | ----- | ----- | ----- | ----- | ----- | ----- | ----- | ----- |
| 910  | 1 045 | 1 006 | 1 121 | 1 155 | 1 301 | 1 353 | 1 460 | 1 433 |

| 1856  | 1861  | 1866  | 1872  | 1876  | 1881  | 1886  | 1891  | 1896  |
| ----- | ----- | ----- | ----- | ----- | ----- | ----- | ----- | ----- |
| 1 456 | 1 525 | 1 504 | 1 580 | 1 566 | 1 436 | 1 540 | 1 519 | 1 995 |

| 1901  | 1906  | 1911  | 1921  | 1926  | 1931  | 1936  | 1946  | 1954  |
| ----- | ----- | ----- | ----- | ----- | ----- | ----- | ----- | ----- |
| 1 597 | 1 482 | 1 523 | 1 641 | 1 807 | 2 215 | 2 209 | 2 021 | 2 333 |

| 1962  | 1968   | 1975   | 1982   | 1990   | 1999   | 2006   | 2011   | 2016   |
| ----- | ------ | ------ | ------ | ------ | ------ | ------ | ------ | ------ |
| 4 483 | 10 012 | 19 435 | 26 776 | 28 077 | 28 009 | 28 738 | 31 090 | 32 996 |

| 2021   | 2022   | - | - | - | - | - | - | - |
| ------ | ------ | - | - | - | - | - | - | - |
| 35 882 | 36 437 | - | - | - | - | - | - | - |

### Enseignement
Meyzieu est située dans l'académie de Lyon. À la rentrée 2009-2010, 3 078 élèves étaient scolarisés dans les groupes scolaire Calabres, Grand Large, Carreau, Cassin, Condorcet, Ferry, Pagnol, Prévert, ainsi que dans une école privée, le Sacré-Cœur. Meyzieu accueille également trois collèges : Les Servizières, Olivier-de-Serres et Évariste-Galois. Depuis septembre 2021, la commune dispose également d’un lycée privé catholique sous contrat, du groupe scolaire 
Sainte-Marie Lyon et depuis septembre 2023 la commune a à sa disposition un nouveau lycée public d’enseignement général et technologique : le lycée Colonel Arnaud Beltrame.

### Manifestations culturelles et festivités
- Diverses manifestations sont proposées toute l'année par les associations culturelles locales, en partenariat avec la Ville : Panorama du cinéma européen, festival Cour et Jardin (théâtre), Festimaj (films d'écoles)…
- Les Oniriques, un festival des littératures de l'imaginaire organisé par la médiathèque se déroule tous les deux ans, depuis mars 2013.

### Santé
- La ville est équipée depuis janvier 2011 de défibrillateurs semi automatiques, répartis dans différents lieux publics[Note 7], ainsi que dans un des véhicules de la police municipale[31],[32]
- EPODE : Meyzieu et neuf autres villes pilotes situées dans différentes régions ont mis en œuvre en 2004 le programme EPODE (« Ensemble, Prévenons l’Obésité des Enfants »). Elles ont été rejointes depuis par d’autres communes, mais Meyzieu reste encore aujourd’hui l’unique ville partenaire en Rhône-Alpes.
- Il était une fois des familles : initiée en 2003, cette animation de prévention-santé est proposée gratuitement par la Ville à tous les Majolans lors d’une soirée composée d’une première partie théâtrale, avec des saynètes d’improvisation de la compagnie « Les Désaxés Théâtre » sur une thématique définie, et d’une seconde partie qui ouvre la discussion avec une psychologue du Centre Jean-Bergeret. Parmi les sujets déjà abordés : « Être père, être mère ; quelle aventure ? ! », « Frère, sœur, la place de chacun », « Savoir dire oui, savoir dire non », « Blogs, sms, MP3, PSP, .com, TV… Parlons-en ! », « Les séparations », « Le langage »…

### Sports
La commune développe un cadre propice avec la pratique des sports, notamment la proximité du Grand Large, plan d’eau de 160 hectares qui attire les amateurs de voile, les pêcheurs et les sportifs.
De nombreux équipements sportifs permettent ainsi au public de pratiquer des activités très variées :
- Le centre aquatique « Les Vagues » est un équipement proposant diverses activités (espace ludique, hammam, sauna, espace de remise en forme, fosse de plongée).
- La base de voile du Grand Large : de mars à octobre, le SIVOM y propose diverses activités nautiques comme le catamaran, la planche à voile, le canoë, le kayak, l’aviron, l’optimist… Des moniteurs, diplômés d’État, vous encadrent, que vous soyez débutants ou initiés.
- La base d'aviron Marcel Gourjux (Aviron Majolan).
- Le Parc des Servizières est un espace sportif de plus de 11 hectares, situé au centre-ville. Il est réservé aux activités des associations sportives et aux pratiques encadrées et accueille régulièrement diverses compétitions et manifestations, il contient aussi un stade qui a une tribune qui peut contenir jusqu'à 600 personnes, ce stade est conçue pour le club de l'U.S Meyzieu, qui est en CFA, ce stade pourrait bientôt être rénové pour accueillir 1500 places.

Diverses manifestations sportives sont par ailleurs proposées tout au long de l'année (Foulées majolanes, InterVTT, Fête du vélo, Fête du nautisme…).
La commune accueille par ailleurs de nombreux clubs de sport, dont le vélo griffon, un des plus anciens clubs français de cyclisme, et l'Entente Villefranche-Meyzieu-Cluny évoluant au plus haut niveau français de basket en fauteuil roulant et participant aux coupes d'Europe.
Rugby à XV
L'US Meyzieu rugby créé en 1972, qui fut :
- vice champion de France de 1re série en 1978
- Vice champion de France excellence B[34] en 1989
- vice champion de France de Fédérale 3 en 2014

### Médias
En 2014, la commune de Meyzieu a été récompensée par le label « Ville Internet @@@@ », pour la troisième année consécutive.

## Économie

### Emploi
Partenaire de France Travail service public de l’emploi, Meyzieu Emploi est un service municipal complémentaire qui accompagne dans leurs démarches tous les demandeurs d'emploi domiciliés dans la commune.

### Entreprises et commerces
Créée en 1961 à l’Est de la commune, la zone industrielle de Meyzieu-Jonage de 210 ha séduit de grands groupes industriels grâce notamment à une situation géographique idéale.
Ayant atteint depuis quelques années une capacité d’implantation maximale, le Grand Lyon a lancé un vaste projet d’extension de la ZI, avec la création du Parc industriel des Gaulnes. Ce nouvel espace économique permet d’augmenter la superficie d’implantation de 113 hectares, et intègre la création de nouvelles voiries et de modes de déplacements doux, le respect de normes environnementales pour les nouvelles constructions et la réalisation d’espaces paysagers agréables. Avec cette extension, la zone industrielle de Meyzieu-Jonage est devenu l’un des pôles économiques les plus importants de l’agglomération lyonnaise. Cette zone industrielle de Meyzieu - Jonage confirme son dynamisme avec 1 400 recrutements effectués en 2015 d'après une étude locale.

## Culture locale et patrimoine

### Lieux et monuments
- Réservoir du Grand-Large, qui constitue un atout considérable pour l'environnement et la qualité de la vie.
- Fort de Meyzieu, entouré d'un parc
- Église Saint-Sébastien
- Ancienne chapelle du château féodal

### Espaces verts et fleurissement
Meyzieu dispose d'un cadre de vie agréable :
- de nombreux espaces verts sont accessibles au public, dont le Parc République, un espace de détente de 2,7 hectares situé au cœur de la ville ;
- le Grand Large, un plan d’eau de 160 hectares situé à Meyzieu, ouvert à la navigation de loisir ;
- le grand parc de Miribel-Jonage, situé à 10 minutes environ de Meyzieu, propose de nombreuses activités dans un cadre naturel préservé : circuits pédestres et VTT, plages, golf, tennis, découverte de la faune et de la flore…

En 2014, la commune obtient le niveau « deux fleurs » au concours des villes et villages fleuris.
Les nombreux espaces verts entretenus par la Ville et les actions menées en faveur du développement durable ont permis à la Ville d'obtenir une seconde fleur au concours national des villes fleuries, à l'automne 2009.

### Patrimoine culturel
Meyzieu propose une offre culturelle riche et variée pour tous les publics :
- avec la saison culturelle annuelle, des spectacles éclectiques et de qualité se produisent à L'Espace Jean Poperen, une salle spacieuse et confortable pouvant accueillir jusqu'à 1 200 spectateurs ;
- la médiathèque, lieu culturel majolan par excellence, propose une programmation pour tous les publics et la jeunesse ;
- le conservatoire de musique et d'art dramatique de Meyzieu propose tout au long de l'année de nombreux concerts de qualité ouverts à tous, notamment à l'occasion de la fête de la musique et du Printemps musical qui donne lieu pendant une semaine à plusieurs concerts, de professionnels ou des élèves ;
- le cinéma « Ciné Meyzieu » permet de profiter des derniers films sortis et du cinéma d'art et d'essai dans trois salles confortables et bien équipées.

### Personnalités liées à la commune
- Candide Chenevaz (1778-1829), magistrat et homme politique conservateur sous la Restauration, mort au château de Mézieu[38].
- Jonathan Coeffic, champion d'aviron.
- Jean Poperen, homme politique.
- Thierry Pastor, chanteur.

### Héraldique, logotype et devise
| Armes de Meyzieu | Elles peuvent se blasonner ainsi aujourd’hui : de gueules au lion à la queue léopardée d'or armé et lampassé d'azur, au chef aussi d'or chargé d'un dauphin d'azur crêté, barbé, loré, peautré et oreillé de gueules, accosté de deux croisettes de Malte soudées d'argent. |

Le lion de la ville de Meyzieu évoque les sires de Chandieu du Castrum Candiaco.

## Pour approfondir